# قائمة الأعلام القطرية
فيما يلي قائمة بالأعلام والرايات المستخدمة في قطر.

## العلم الوطني
| العلَم | التاريخ    | الاستخدام | الوصف                                                                 |
| ----- | ---------- | --------- | --------------------------------------------------------------------- |
|       | 1971-اليوم | علم قطر   | لون عنابي يخترقه لون أبيض، وبه تسعة رؤوس تنفذ في الجزء العنابي اللون. |

## علم القوات الجوية
| العلَم | التاريخ    | الاستخدام                          | الوصف                                                                                          |
| ----- | ---------- | ---------------------------------- | ---------------------------------------------------------------------------------------------- |
|       | 1974-اليوم | علم القوات الجوية الأميرية القطرية | علم أزرق فاتح يحمل العلم الوطني في الكانتون، مع شعار القوات الجوية القطرية على الجانب الأمامي. |

## الأعلام التاريخية

### الإمبراطورية الساسانية
| العلَم | التاريخ | الاستخدام                  | الوصف                                                                                            |
| ----- | ------- | -------------------------- | ------------------------------------------------------------------------------------------------ |
|       | 224–651 | علم الإمبراطورية الساسانية | زهرة اللوتسعلى حقل أرجواني، مرصعة بالجواهر، ولها أشرطة حمراء وذهبية وأرجوانية متدلية على حوافها. |

### تحت الحكم العربي الإسلامي
| العلَم | التاريخ | الاستخدام            | الوصف          |
| ----- | ------- | -------------------- | -------------- |
|       | 698–750 | علم الخلافة الأموية  | حقل أبيض.      |
|       | 750–899 | علم الخلافة العباسية | حقل أسود بسيط. |

### الدولة الجبرية
| العلَم | التاريخ   | الاستخدام          | الوصف                                                               |
| ----- | --------- | ------------------ | ------------------------------------------------------------------- |
|       | 1417-1520 | علم الدولة الجبرية | حقل أحمر مع رمز أبيض في الوسط وكتابة عربية باللون الأبيض في الأعلى. |

### الإمبراطورية البرتغالية
| العلَم | التاريخ   | الاستخدام          | الوصف                                       |
| ----- | --------- | ------------------ | ------------------------------------------- |
|       | 1520–1521 | علم مملكة البرتغال | حقل أبيض مع شعار النبالة الملكي في المنتصف. |
|       | 1521-1550 | علم مملكة البرتغال | حقل أبيض مع شعار النبالة الملكي في المنتصف. |

### الدولة العثمانية
| العلَم | التاريخ   | الاستخدام            | الوصف                                                       |
| ----- | --------- | -------------------- | ----------------------------------------------------------- |
|       | 1550–1670 | علم الدولة العثمانية | حقل أحمر مع قرص أخضر في المنتصف و3 هلالات ذهبية داخل القرص. |
|       | 1872-1916 | علم الدولة العثمانية | حقل أحمر به هلال أبيض ونجمة خماسية الرؤوس.                  |
|       | 1916      | علم قطر العثمانية    | حقل أحمر ذو حدود بيضاء وهلال ذهبي.                          |

### الإمبراطورية العمانية
| العلَم | التاريخ   | الاستخدام                 | الوصف |
| ----- | --------- | ------------------------- | --- |
|       | 1670-1783 | علم إمامة عمان            | حقل أبيض يحمل الشعار الملكي في الكانتون.                                                                       |
|       | 1696–1783 | علم الامبراطورية العمانية | حقل أبيض مكتوب عليه باللغة العربية باللون الأحمر في الأعلى (نصر من الله وفتح قريب)، وسيف أحمر يشير إلى اليمين. |

### تحت حكمالبحرين
| العلَم | التاريخ   | الاستخدام   | الوصف                                        |
| ----- | --------- | ----------- | -------------------------------------------- |
|       | 1783-1820 | علم البحرين | حقل أحمر بسيط                                |
|       | 1820-1860 | علم البحرين | حقل أحمر مع خط أبيض خارج مركزه تجاه الرافعة. |

### إمارة الدرعية
| العلَم | التاريخ   | الاستخدام   | الوصف                                                                                                   |
| ----- | --------- | ----------- | --- |
|       | 1798-1818 | علم الدرعية | حقل أخضر به خط أبيض على السطح ونص عربي مكتوب باللون الأبيض في المنتصف (لا إله إلا الله محمد رسول الله). |

### قطر قبل الاحتلال البريطاني
| العلَم | التاريخ   | الاستخدام | الوصف |
| ----- | --------- | --------- | --- |
|       | 1860-1872 | علم قطر   | شريط أبيض على جانب الرافعة، مفصول عن منطقة حمراء على جانب الذبابة بواسطة إحدى عشر مثلثًا أبيض تعمل كخط مسنن. |

### قطر البريطانية
| العلَم | التاريخ   | الاستخدام              | الوصف |
| ----- | --------- | ---------------------- | --- |
|       | 1916-1971 | علم المملكة المتحدة    | مُركّب من علمي إنجلترا واسكتلندا مع علم القديس باتريك (الذي يمثل أيرلندا). |
|       | 1916–1947 | علم الهند البريطانية   | راية حمراء تحمل علم الاتحاد في الكانتون، مع شعار نجمة الهند المعروض على الغلاف.                                                                                              |
|       | 1968–1971 | علم الإمارات المتصالحة | نجمة خضراء مع بعض الخطوط الحمراء. |
|       | 1916–1932 | علم قطر                | يتألف من لونين هما الأبيض والأحمر، ويفصل بينهما إحدى عشر مثلثًا أبيضًا تعمل كخط مسنن.                                                                                          |
|       | 1932–1936 | علم قطر                | علم أبيض وعنابي اللون، مع حدود مسننة، مع ماسات داخل المسننات. |
|       | 1936–1949 | علم قطر                | شريط أبيض على جانب الرافعة، مفصول عن منطقة عنابية اللون على جانب الذبابة بتسعة مثلثات بيضاء تعمل كخط مسنن، و10 معينات في كل مثلث أبيض واسم الدولة باللغة العربية في المنتصف. |
|       | 1949–1971 | علم قطر                | شريط أبيض على جانب الرافعة، مفصول عن منطقة عنابية اللون على جانب الذبابة بعشرة مثلثات بيضاء تعمل كخط مسنن.                                                                   |